# Attila Mocsi
Attila Mocsi (* 29. Mai 2000 in Komárno, Slowakei) ist ein ungarischer Fußballspieler.

## Karriere

### Verein
Aus der U17 des Győri ETO FC kommend, wechselte er im Juli 2017 zur zweiten Mannschaft von Videoton. Dort kam er dann auch einmal am 2. Juni 2018 für die erste Mannschaft in der Liga zum Einsatz. Ende Juli 2020 zog er schließlich weiter zu Haladás Szombathely, wo er nun in der zweiten Liga zur Stammbesetzung des Klubs gehörte. Ende Januar 2022 kehrte er mit seinem Wechsel zu Zalaegerszegi TE FC dann wieder in die erste Liga zurück, wo er nun auch Stammspieler wurde und mit der Mannschaft in der Spielzeit 2022/23 den nationalen Pokal gewann.
Seit August 2023 steht er nun mittlerweile in der Türkei bei Çaykur Rizespor unter Vertrag. Sein Süper-Lig-Debüt war dann am 26. August 2023, wo er bei dem 3:2-Sieg über Trabzonspor auch gleich das erste Tor erzielte.

### Nationalmannschaft
Nach ein paar Einsätzen mit der ungarischen U16 nahm er mit der U17 unter anderem an der Europameisterschaft 2017 teil, wo er mit seinem Team den sechsten Platz erreichte. Nebst der U18 kam er dann auch ab September 2017 bei der U19 zu einigen Einsätzen und spielte danach auch noch mit der U21 bei der Europameisterschaft 2021. Auch bei den Qualifikationsspielen für die Europameisterschaft 2023 war er noch dabei und trug hier bei seinen letzten beiden Partien die Kapitänsbinde.
Sein Debüt in der A-Nationalmannschaft hatte er am 26. März 2024, bei einem 2:0-Freundschaftsspielsieg über den Kosovo, wo er in der 88. Minute für Zsolt Nagy eingewechselt wurde.